# Länsstyrelsen i Västra Götalands län
Länsstyrelsen i Västra Götalands län är en statlig myndighet med kontor i Göteborg, Vänersborg, Uddevalla, Borås och Mariestad. Naturum Hornborgasjön och Kosterhavet hör även till Länsstyrelsen. Länsstyrelsen ansvarar för den statliga förvaltningen i länet, och har flera olika mål gällande regional utveckling. Länsstyrelsen i Västra Götalands län har cirka 800 anställda.
Länsstyrelsens chef är landshövdingen, som utses av Sveriges regering. Landshövdingen Anders Danielsson gick i pension och efterträddes av vikarierande landshövding Lisbeth Schultze den 1 december 2021.        
Den 9 juni 2022 förordnade regeringen Sten Tolgfors till landshövding i Västra Götalands län för perioden 1 september 2022–31 augusti 2028.

## Vattenmyndighet
Länsstyrelsen i Västra Götalands län utgör också vattenmyndigheten för Västerhavets vattendistrikt, och ansvarar alltså för förvaltningen av kvaliteten på vattenmiljön i de områden i Sverige vars avrinning mynnar ut i Västerhavet.

## Bilder

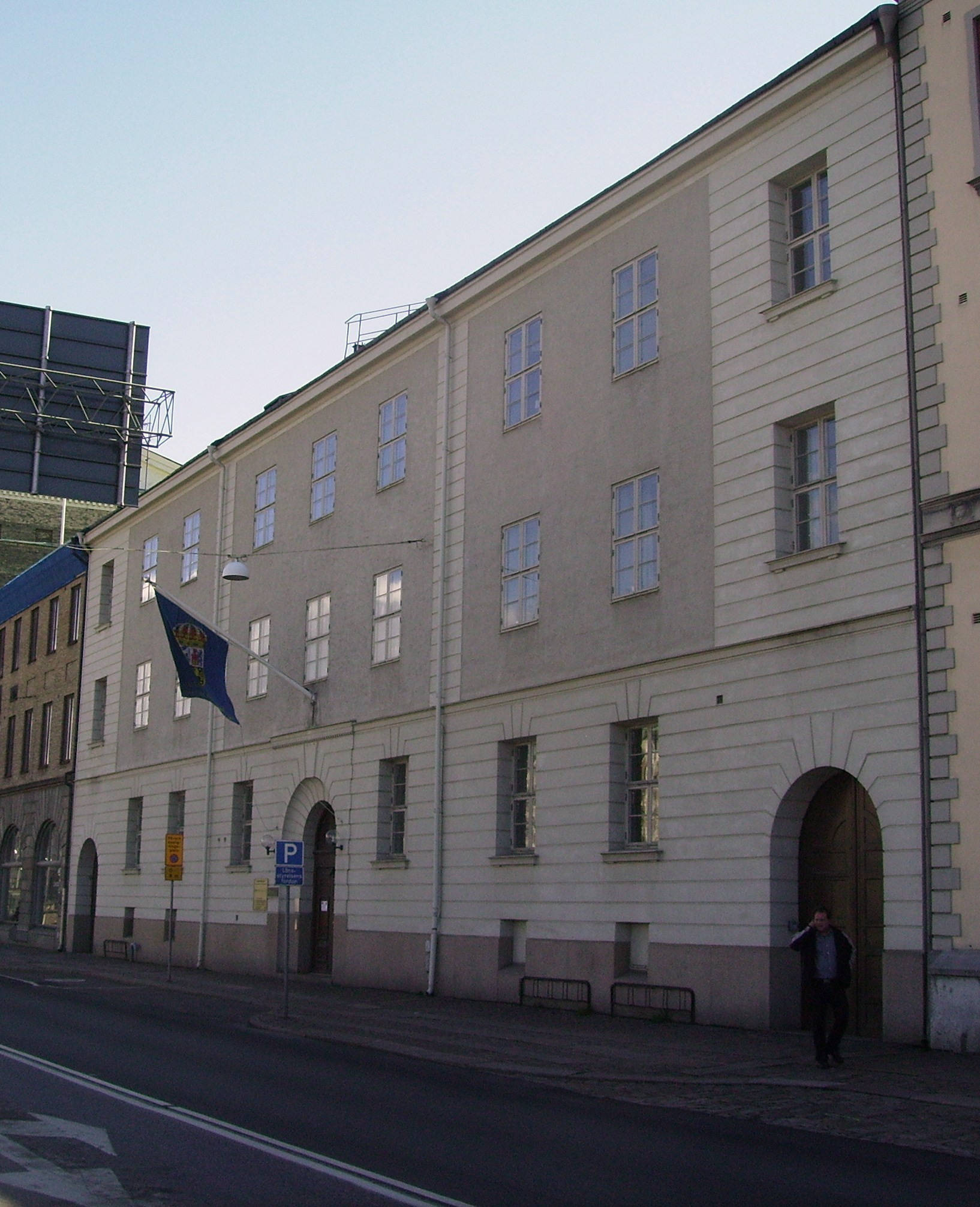
Länsstyrelsens byggnad i Göteborg
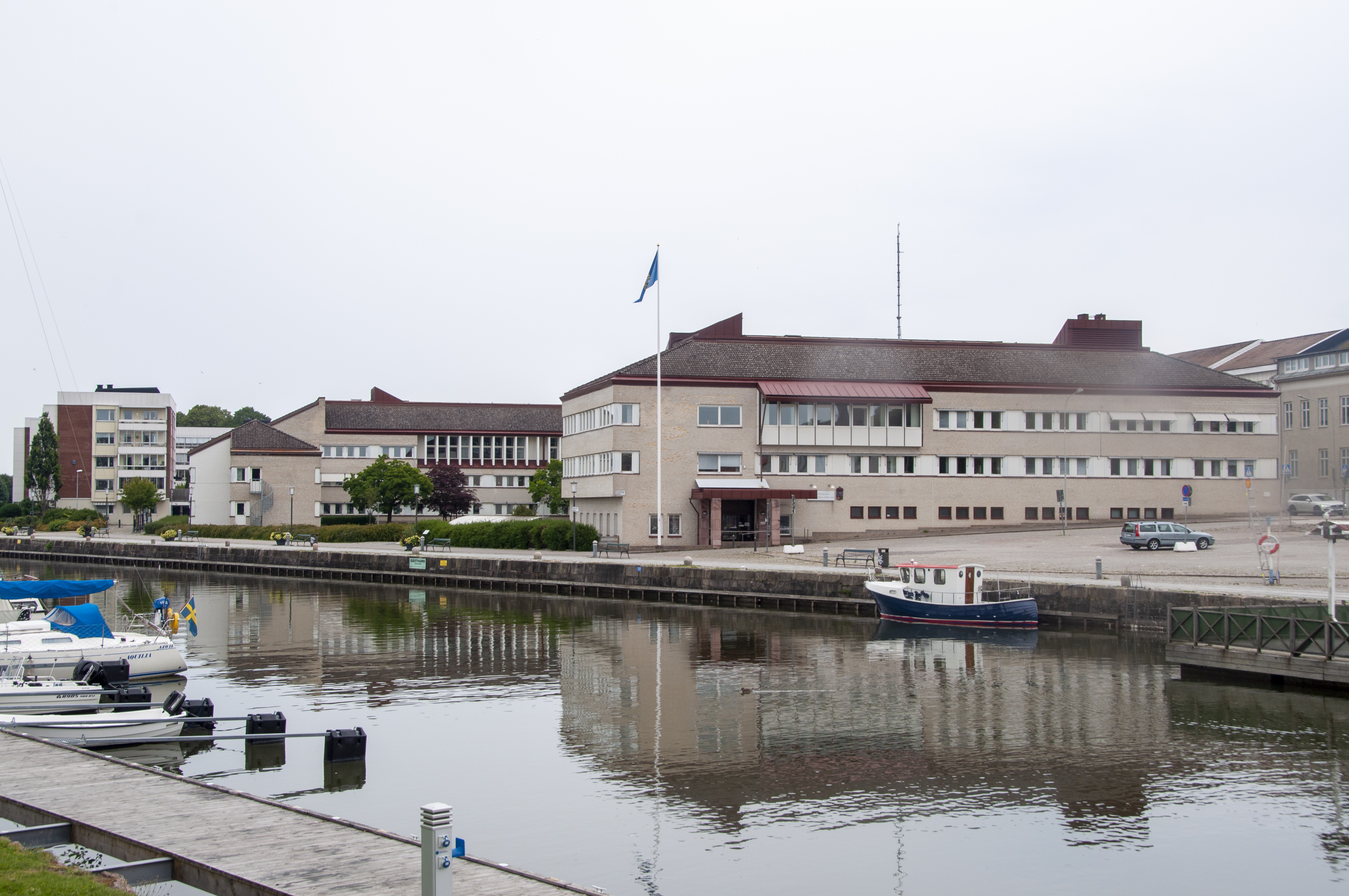
Länsstyrelsens byggnad i Vänersborg
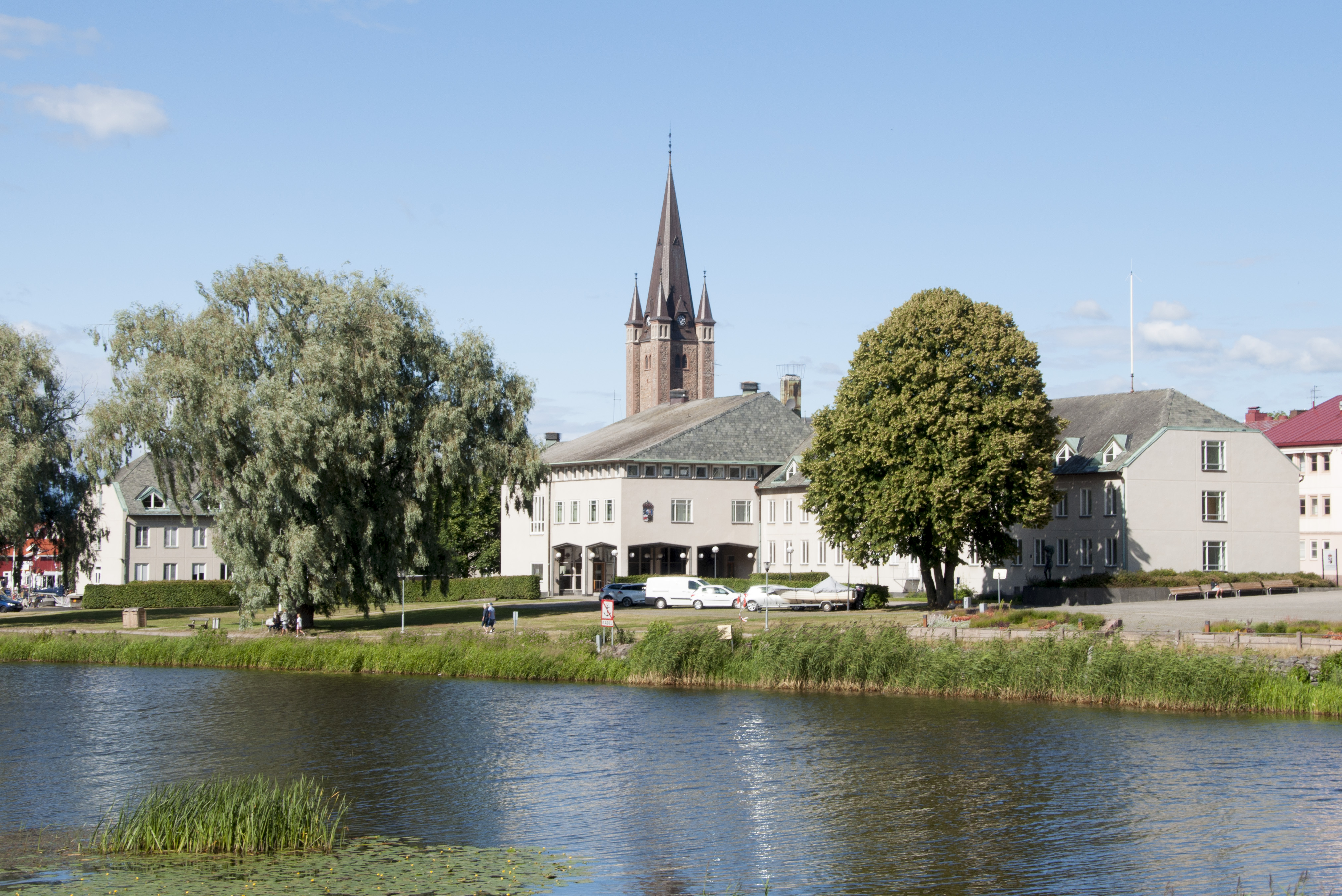
Länsstyrelsens byggnad i Mariestad